# Mulciber pullatus
Mulciber pullatus är en skalbaggsart som beskrevs av Francis Polkinghorne Pascoe 1867. Mulciber pullatus ingår i släktet Mulciber och familjen långhorningar. Inga underarter finns listade i Catalogue of Life.